# Erzherzog-Wilhelm-Kaserne

Erzherzog Wilhelm-Artilleriekaserne

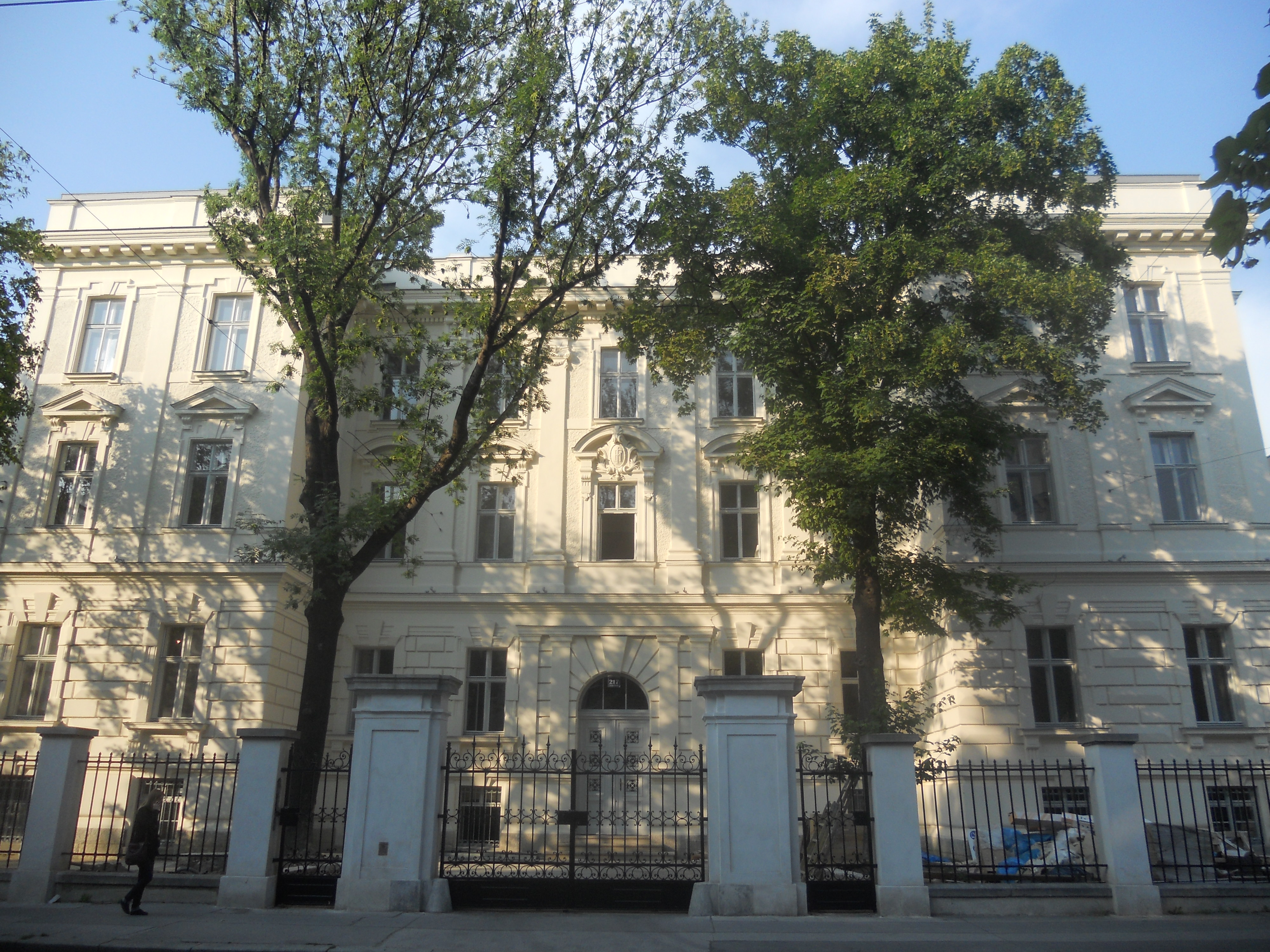
Das ehemalige Offiziersheim, jetzt ein Wohnhaus

Die Erzherzog-Wilhelm-Kaserne (auch Wilhelmskaserne) befand sich im 2. Wiener Gemeindebezirk, Leopoldstadt, in der Vorgartenstraße 223 nahe der Ausstellungsstraße und dem Prater.
Die Kaserne wurde im Zuge der so genannten Kasernentransaktion von 1894 bis 1896 als Artilleriekaserne errichtet und nach dem 1894 verstorbenen Erzherzog Wilhelm, Generalinspektor der gesamten k.u.k. Artillerie, benannt. Mit der zur gleichen Zeit an der anderen Seite der Ausstellungsstraße errichteten Erzherzog-Albrecht-Kaserne, einer Infanteriekaserne, war von den Praterkasernen die Rede. Die Erzherzog-Wilhelm-Kaserne, von der in ihre Nähe führenden Ausstellungsstraße aus gesehen halb links zu finden, trug unter Soldaten auch den Namen Halb-Links-Kaserne.
Nach dem Ersten Weltkrieg wurde sie vom Bundesheer, 1938–1945 von der deutschen Wehrmacht und 1945–1955 von der Roten Armee benützt. (Der 2. Bezirk zählte zum sowjetischen Sektor Wiens.)
Während des Zweiten Weltkrieges wurde die Kaserne fast vollständig zerstört, nur zwei Gebäude blieben erhalten. 1963 wurde ein an der Engerthstraße gelegener Teil des Grundstücks zur Errichtung der Hauptfeuerwache Leopoldstadt der Stadt Wien abgetrennt.
In dem dem Bundesheer verbliebenen Teil wurden die ABC-Abwehrschule sowie Kommandotruppen, die im nahegelegenen Verteidigungsministerium eingesetzt waren (Verfügungskompanie), stationiert.
Im Jahr 2005 wurde die Schließung der Kaserne und der Verkauf des Grundstücks an die Wiener Stadtverwaltung beschlossen. Der Gebäudekomplex wurde Ende 2005 vollständig abgebrochen. Auf dem dadurch freigewordenen Areal wurde ein durch Grün- und Freiräume aufgelockerter Verbund aus vier Wohnprojekten errichtet; die Stadt Wien sprach von der Errichtung eines „offenen Grätzls“.